# Tapete

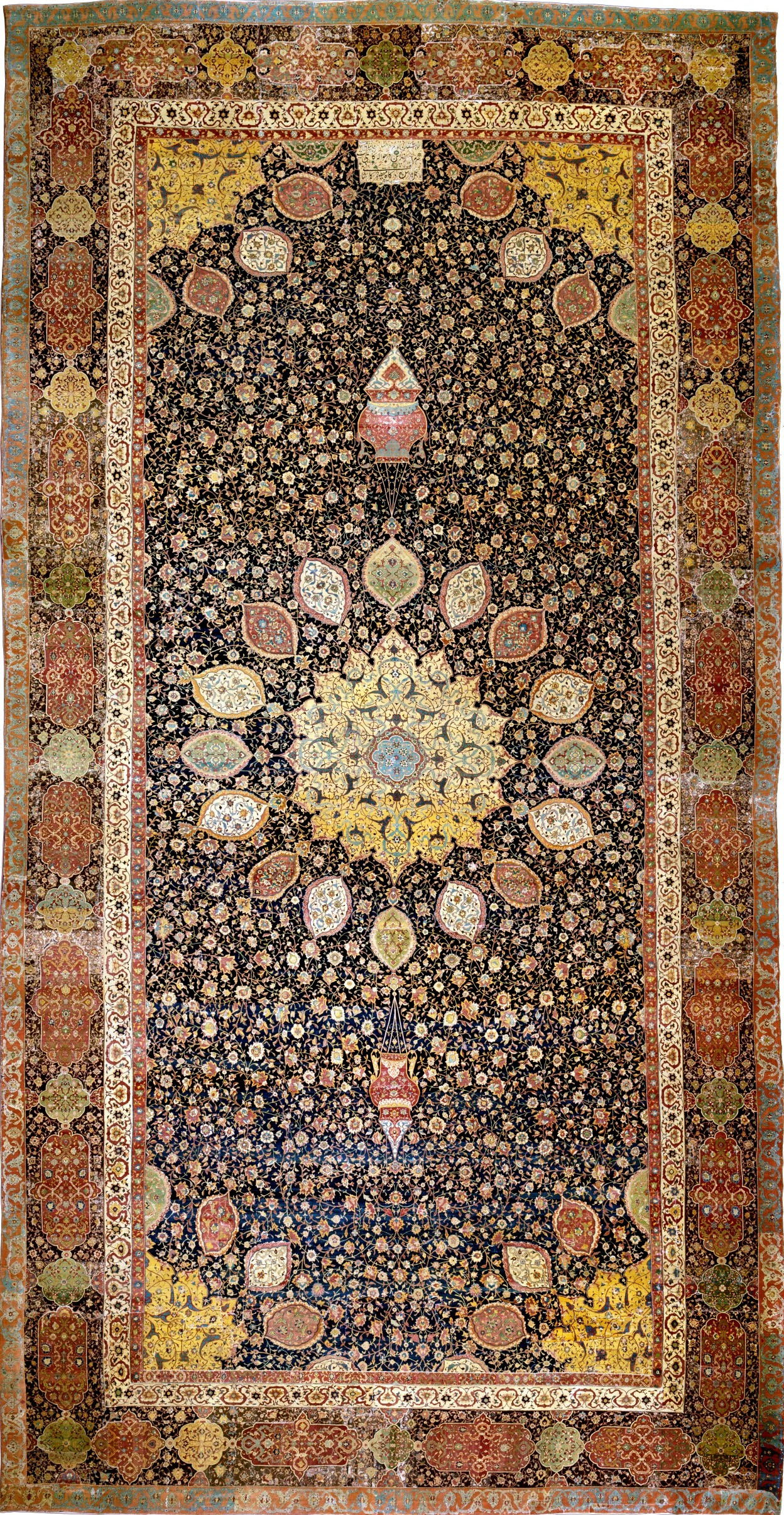
Um dos Tapete de Ardabil

Um tapete ou carpete é um tecido encorpado, usualmente bordado, que serve para revestir e embelezar pisos. O maior tapete do mundo, com 6 mil metros quadrados, foi feito no Irão, em 18 meses, por mil homens.
A alcatifa é um tipo específico de tapete, o qual recobre totalmente o assoalho.
Peça para decoração de ambientes, cobrir soalhos, escadas, mesas. Muitos desses tapetes são totalmente artesanais.